# Natació als Jocs Olímpics d'estiu de 1980
Als Jocs Olímpics d'Estiu de 1980 celebrats a la ciutat de Moscou (Unió Soviètica) es disputaren 26 proves de natació, 13 per a cada categoria. La competició es desenvolupà a la Piscina Olímpica de Moscou entre els dies 20 i 27 de juliol de 1980.
Hi participaren un total de 333 nedadors, entre ells 190 homes i 143 dones, de 41 comitès nacionals diferents.

## Resum de medalles

### Categoria masculina
| Prova                   | Or                                                                                    | Or      | Argent                                                                                   | Argent  | Bronze                                                               | Bronze  |
| 100 m lliures Detalls   | Jörg Woithe                                                                           | 50.40   | Per Holmertz                                                                             | 50.91   | Per Johansson                                                        | 51.29   |
| 200 m lliures Detalls   | Serguei Kopliakov                                                                     | 1:49.81 | Andrei Krilov                                                                            | 1:50.76 | Graeme Brewer                                                        | 1:51.60 |
| 400 m lliures Detalls   | Vladímir Sàlnikov                                                                     | 3:51.31 | Andrei Krilov                                                                            | 3:53.24 | Ivar Stukolkin                                                       | 3:53.95 |
| 1.500 m lliures Detalls | Vladímir Sàlnikov                                                                     | 14:58.2 | Aleksandr Chayev                                                                         | 15:14.3 | Max Metzker                                                          | 15:14.4 |
| 100 m esquena Detalls   | Bengt Baron                                                                           | 56.53   | Viktor Kuznetsov                                                                         | 56.99   | Vladimir Dolgov                                                      | 57.63   |
| 200 m esquena Detalls   | Sándor Wladár                                                                         | 2:01.93 | Zóltan Verrasztó                                                                         | 2:02.40 | Mark Kerry                                                           | 2:03.14 |
| 100 m braça Detalls     | Duncan Goodhew                                                                        | 1:03.34 | Arsens Miskarovs                                                                         | 1:03.82 | Peter Evans                                                          | 1:03.96 |
| 200 m braça Detalls     | Robertas Žulpa                                                                        | 2:15.85 | Albán Vermes                                                                             | 2:16.93 | Arsen Miskarovs                                                      | 2:17.28 |
| 100 m papallona Detalls | Pär Arvidsson                                                                         | 54.92   | Roger Pyttel                                                                             | 54.94   | David López-Zubero                                                   | 55.13   |
| 200 m papallona Detalls | Serguei Fesenko                                                                       | 1:59.76 | Phil Hubble                                                                              | 2:01.20 | Roger Pyttel                                                         | 2:01.39 |
| 400 m estils Detalls    | Aleksandr Sidorenko                                                                   | 4:22.89 | Serguei Fesenko                                                                          | 4:23.43 | Zóltan Verrasztó                                                     | 4:24.24 |
| 4x200 m lliures Detalls | Unió Soviètica Serguei Kopliakov · Vladímir Sàlnikov · Ivar Stukolkin · Andrei Krilov | 7:23.50 | RDA Frank Pfülze · Jörg Woithe · Detlev Grabs · Rainer Strohbach                         | 7:28.60 | Brasil Jorge Fernandes · Marcus Labome · Cyro Marques · Djan Madruga | 7:29.30 |
| 4x100 m estils Detalls  | Austràlia Mark Kerry Peter Evans Mark Tonelli Neil Brooks                             | 3:45.70 | Unió Soviètica Viktor Kuznetsov · Arsens Miskarovs · Yevgeny Seredin · Serguei Kopliakov | 3:45.92 | Regne Unit Gary Abraham Duncan Goodhew David Lowe Martin Smith       | 3:47.71 |

### Categoria femenina
| Prova                   | Or                                                                    | Or      | Argent                                                                          | Argent  | Bronze                                                                                        | Bronze  |
| 100 m lliures Detalls   | Barbara Krause                                                        | 54.79   | Caren Metschuck                                                                 | 55.16   | Ines Diers                                                                                    | 55.65   |
| 200 m lliures Detalls   | Barbara Krause                                                        | 1:58.33 | Ines Diers                                                                      | 1:59.64 | Carmela Schmidt                                                                               | 2:01.44 |
| 400 m lliures Detalls   | Ines Diers                                                            | 4:08.76 | Petra Schneider                                                                 | 4:09.16 | Carmela Schmidt                                                                               | 4:10.86 |
| 800 m lliures Detalls   | Michelle Ford                                                         | 8:28.90 | Ines Diers                                                                      | 8:32.55 | Heike Dähne                                                                                   | 8:33.48 |
| 100 m esquena Detalls   | Rica Reinisch                                                         | 1:00.86 | Ina Kleber                                                                      | 1:02.07 | Petra Riedel                                                                                  | 1:02.64 |
| 200 m esquena Detalls   | Rica Reinisch                                                         | 2:11.77 | Cornelia Polit                                                                  | 2:13.75 | Birgit Treiber                                                                                | 2:14.14 |
| 100 m braça Detalls     | Ute Geweniger                                                         | 1:10.22 | Svetlana Varganova                                                              | 1:10.41 | Susanne Nielsson                                                                              | 1:11.16 |
| 200 m braça Detalls     | Lina Kaciusyte                                                        | 2:29.54 | Svetlana Varganova                                                              | 2:29.61 | Yuliya Bogdanova                                                                              | 2:32.39 |
| 100 m papallona Detalls | Caren Metschuck                                                       | 1:00.42 | Andrea Pollack                                                                  | 1:00.90 | Christiane Knacke                                                                             | 1:01.44 |
| 200 m papallona Detalls | Ines Geißler                                                          | 2:10.44 | Sybille Schönrock                                                               | 2:10.45 | Michelle Ford                                                                                 | 2:11.66 |
| 400 m estils Detalls    | Petra Schneider                                                       | 4:36.29 | Sharron Davies                                                                  | 4:46.83 | Agnieszka Czopek                                                                              | 4:48.17 |
| 4x100 m lliures Detalls | RDA Barbara Krause · Caren Metschuck · Ines Diers · Sarina Hülsenbeck | 3:42.71 | Suècia Carina Ljungdahl · Tina Gustafsson · Agneta Mårtensson · Agneta Eriksson | 3:48.93 | Països Baixos Conny van Bentum Wilma van Velsen Reggie de Jong Annelies Maas                  | 3:49.51 |
| 4x100 m estils Detalls  | RDA Rica Reinisch · Ute Geweniger · Andrea Pollack · Caren Metschuck  | 4:06.67 | Regne Unit Helen Jameson Margaret Kelly Ann Osgerby June Croft                  | 4:12.24 | Unió Soviètica Yelena Kruglova · Yelvira Vasilkova · Alla Grishchenkova · Natàlia Strúnnikova | 4:13.61 |

## Medaller
| Posició | País           | Or | Argent | Bronze | Total |
| 1       | RDA            | 12 | 10     | 8      | 30    |
| 2       | Unió Soviètica | 8  | 9      | 5      | 22    |
| 3       | Suècia         | 2  | 2      | 1      | 5     |
| 4       | Austràlia      | 2  | 0      | 5      | 7     |
| 5       | Regne Unit     | 1  | 3      | 1      | 5     |
| 6       | Hongria        | 1  | 2      | 1      | 4     |
| 7       | Brasil         | 0  | 0      | 1      | 1     |
| 7       | Dinamarca      | 0  | 0      | 1      | 1     |
| 7       | Espanya        | 0  | 0      | 1      | 1     |
| 7       | Països Baixos  | 0  | 0      | 1      | 1     |
| 7       | Polònia        | 0  | 0      | 1      | 1     |